# Hildegard Falck
Hildegard Falck   (Bad Münder am Deister, 8 de juny de 1949), nascuda Hildegard Janze, va ser una atleta alemanya, especialista en els 800 metres, que va competir per la República Federal Alemanya durant la dècada de 1970.
Falck s'inicià en l'esport en la natació i l'handbol abans de passar a practicar l'atletisme. El 1972 va prendre part en els Jocs Olímpics de Múnic, on va disputar dues proves del programa d'atletisme. Va guanyar la medalla d'or en els 800 metres i la de bronze en el 4x400 metres relleus. En aquesta darrera prova va formar equip amb Anette Rückes, Inge Bödding i Rita Wilden.
En el seu palmarès també destaquen una medalla de plata en els 4x400 metres relleus del Campionat d'Europa d'atletisme de 1971 i una d'or en els 800 metres del Campionat d'Europa d'atletisme en pista coberta del mateix any. També guanyà el campionat nacional dels 800 metres de 1970, 1971 i 1973. Durant la seva carrera va posseir el rècord del món dels 800 metres entre 1971 i 1973.

## Millors marques
- 400 metres. 53.1" (1974)
- 800 metres. 1'58.45" (1971)
- 1.500 metres. 4'14.6" (1971)[1][2]